# Gotham City Impostors
Gotham City Impostors — багатокористувацька відеогра у жанрі шутера від першої особи, розроблена Monolith Productions та видана Warner Bros. Interactive Entertainment. Дія гри відбувається у всесвіті коміксів DC Comics про Бетмена і складається з двох команд по шість гравців, які намагаються вбити іншу команду: одна команда - самодіяльні месники, одягнені як Бетмен, а інша - злочинці, одягнені як його заклятий ворог, Джокер. У грі є персонажі, яких можна налаштовувати, і цілий ряд як справжньої, так і вигаданої зброї.
На відміну від інших ігор про Бетмена, Gotham City Impostors не була видана фізично. Вона вийшла на Xbox 360 через Xbox Live Arcade, PlayStation 3 через PlayStation Network та Microsoft Windows через Games for Windows - Live у лютому 2012 року. Гра була перевидана на Microsoft Windows як умовно-безкоштовна гра 30 серпня 2012 року через Steam за допомогою Steamworks.

## Геймплей
У Gotham City Impostors можуть грати щонайбільше 12 гравців одночасно. Гравці можуть налаштовувати свої костюми, гаджети та інші аспекти гри. Гра вирізняється барвистим і вигадливим візуальним стилем, включаючи такі локації, як парк атракціонів. Окрім пістолетів та ножів, гравці можуть використовувати інші гаджети, такі як зачепи, планери, роликові скейти та вибухівку. У грі є як звичайні пістолети, так і унікальна зброя, зокрема граната, зроблена у вигляді Джека-стрибунця, і ракетниця, зроблена з ПВХ-труб.
Гра має чотири різні режими: "Psych Warfare", "Fumigation", "Bounty Hunter" та "Team Deathmatch". У "Psych Warfare" дві команди намагаються повернути батарею на свою базу та утримувати її достатньо довго, щоб дозволити машині промити мізки іншій команді. У "Fumigation" гравці повинні захопити й утримати три газові балончики, які є своєрідним командним пунктом, щоб довести рівень газу в них до 100%. Гравці насолоджуються видовищем, коли ворог кишить кажанами (якщо перемагають Бетмени), або задихається від отруйної хмари (якщо перемагають Джокери). У Bounty Hunter ви виграєте матч, збираючи монети, які скидають ворожі гравці, коли помирають; ви також можете підбирати монети своїх товаришів по команді, щоб позбавити іншу команду очок. У Team Deathmatch ваша мета - вбити ворожих гравців якомога швидше. Існують також челленджі, в які грають поодинці, і які використовуються для опанування гаджетів та отримання додаткового досвіду. Зрештою, є навчальний режим під назвою Initiation, де лідер команди Бетмена навчає гравця, як користуватися зброєю та гаджетами.

## Розробка та маркетинг
Batman: Impostors, сюжетна лінія, що проходила сторінками Detective Comics #867-870 (вересень-грудень 2010), була натхненна Gotham City Impostors. Передумовою сюжетної лінії є те, що Джокери-самозванці були створені Вінслоу Хітом, людиною, яка стала жертвою отрути Джокера на початку кар'єри Бетмена через наркотики, які він прийняв до того, як піддався впливу отрути. Хіт пережив напад, але залишився паралізованим, хоча і був у повній свідомості протягом багатьох років; його рот перетворився на постійну копію посмішки самого Джокера. Коли він відновив повну рухливість, він виявив, що його подруга Бет - яка зазнала впливу отрути Джокера за тих самих обставин, оскільки вони приймали ті самі ліки - залишилася помирати в їхній квартирі, оскільки Бетмен був настільки захоплений спробою зловити Джокера, що навіть не озирнувся після "порятунку" Хіта, в результаті чого Бет була залишена на поталу воронам живцем. Збожеволівши від мук, яких він зазнав у лікарні, Хіт назвав себе Джокером-самозванцем і створив унікальний "Джокерський сік", який він назвав Формулою 5, що перетворював тих, хто його вживав, на тимчасових копій Джокера зі значним кайфом, одночасно видаючи себе за Бетмена-самозванця, щоб згуртувати інших, які також стали Бетменами-самозванцями, виступити проти Джокерів-самозванців і спровокувати війну між бандами. Хоча Бетмен з'ясував правду і переміг Хіта (який згодом втік), він був стурбований тим, що Хіт був правий у своєму твердженні, що Бетмен створює своїх власних лиходіїв.
У прев'ю майбутнього анімаційного блоку DC Nation Shorts від Cartoon Network у 2012 році було показано короткий мультфільм "Самозванці Готем-Сіті". Завантажуваний контент був випущений для всіх платформ і включає нову зброю, костюми та три нові локації: 25-й поверх, притулок Аркхем та Іст-Енд.
Гра стала умовно-безкоштовною у 2012 році, але відтоді жодних оновлень не виходило. У меню гри було оголошено, що через закриття GameSpy 31 травня 2014 року сервери версії для PS3 будуть закриті. Станом на 25 липня 2014 року всі PS3-сервери Gotham City Impostors були закриті, і гра стала недоступною для гри.
Gotham City Impostors був видалений зі Steam у серпні 2021 року і більше не доступний.

## Відгуки
| Агрегатор  | Оцінка                              |
| ---------- | ----------------------------------- |
| Metacritic | ПК: 65/100 PS3: 72/100 X360: 71/100 |

Письменник із видавництва The Escapist Алістер Пінсоф назвав демоверсію "калькою" з шутера від першої особи Call of Duty, але сказав, що в ній додано достатньо нових функцій, щоб бути цікавою. Письменниця з G4 Лія Джексон сказала про демоверсію: "Відверто кажучи, гра не схожа на звичайну завантажувану гру. Вона чудово управляється, виглядає фантастично, і з усіма її можливостями, можу сказати, що я була дуже вражена". Гра отримала 65/100 на Metacritic.

## Читайте також
- DC Nation Shorts

## Зовнішні посилання
- Офіційний сайт
- Monolith Productions page